# Параноя
Парано́я (манія переслідування; дав.-гр. παράνοια «божевілля, безумство») — хронічний психічний розлад, синдром, з періодами загострення і пом'якшення симптоматики, що чергуються, що характеризується сильним почуттям недовіри та підозрілості до оточуючих і необґрунтованою вірою в небезпеку, а також появою логічно побудованої системи поведінки, заснованої на постійному відчутті переслідування, недовіри і загальної негативної інтерпретації навколишнього світу, яка опановує свідомість при збереженні логічного мислення. 

## Теорії виникнення параної
На сьогодні психіатрія не до кінця дослідила причини виникнення параної і не всі аспекти цього розладу відомі. Але є кілька факторів, які можуть сприяти розвитку параної.
Генетична схильність, дитячі травми, стресові ситуації та зловживання алкоголем чи наркотиками можуть сприяти виникненню параної.
Деякі дослідження вказують на можливу роль нейрохімічних порушень у розвитку захворювання, які впливають на передачу сигналів у мозку.
Люди з параноєю можуть проєктувати свої розчарування, страхи та негативні емоції на інших, вбачаючи в них загрозу та злість. Параноя також може бути пов'язана з механізмом викривлення інформації: люди з нею можуть перебільшувати дрібні факти, вбачаючи в них приховану загрозу або інтригу.

## Ознаки розладу
При параної зміст патологічних ситуацій часто ґрунтується на багатьох елементах реальності, які є формально правдоподібними щодо хворобливих ідей, або включає в себе цілу низку таких елементів. Ця система, як правило, не змінюється; вона була б цілком адекватною, якби початкові патологічні ідеї були правильними.
Розвиток параної починається з появи надцінних ідей, які так чи інакше пов'язані з певними подіями або обставинами, що відбуваються в житті людини. Посилення і згасання параноїдальних симптомів пов'язують зі змінами на біологічному рівні.
Оскільки очевидність психічного розладу при параної часто проявляється лише на пізніх стадіях (хворим часто вдається надати видимість реальності своєму маревному мисленню, залучаючись до судових процесів або інших позивацьких видів діяльності), вони рідко опиняються в психіатричних закладах. 
Людина з параноєю, незалежно від того, до якого соціально-економічного прошарку вона належить, постійно бореться з уявними ворогами. Процес ніколи не закінчується: як тільки один ворог переможений, з'являється інший, не менш небезпечний. 
Люди з параноєю не мають химерної поведінки, емоційної нестабільності, гротескних галюцинацій і незвичайних ідей, характерних для інших психопатологічних станів. Багатьом людям з параноєю вдається зберегти, принаймні поверхнево, економічну та соціальну адаптацію. Лише тоді, коли їхні дії загрожують життю оточуючих або їхньому власному, виникає необхідність госпіталізації.
Існують різні типи параної:
- Інволюційна, яка проявляється у віці 45-60 років і супроводжується незначними маячними ідеями.
- Патологічні ревнощі, що характеризуються безсумнівним переконанням у подружній зраді.
- Манія величі, при якій параноїк переконаний у власній винятковості (як історична, релігійна особа, месія).
- Еротоманія, при якій марення має еротичний підтекст.
- Іпохондрична, переконання в наявності у себе невиліковної чи смертельної хвороби.
- Совісна, зі схильністю до самобвинувачення і вкрай низькою самооцінкою.
- Змішана, що поєднує симптоми різних форм хвороби[4].

Параною слід відрізняти від інших маревних розладів, званих параноїдними; останні часто пов'язані з органічною патологією (церебральним атеросклерозом, сенільними психозами) чи ж з функціональними психозами, зокрема з шизофренією. Марення при параноїдних розладах мінливе і не так логічно пропрацьоване, як при параної. Крім того, його можуть супроводжувати галюцинації, зміни емоційних станів і соціально неприйнятна поведінка[джерело?].

## Лікування
Ліки та підтримка сім'ї і друзів можуть допомогти зменшити негативні наслідки параної і полегшити життя, таким чином допомагаючи хворим зрозуміти параноїдні переконання і спробувати керувати ними. Однак люди, які мають параною, рідко звертаються по допомогу, що унеможливлює надання їм адекватної допомоги. Наразі в психіатрії не існує способу повністю вилікувати параною, але психотерапевтичні та специфічні методи можуть значно полегшити загострення цього синдрому.
В одному з досліджень було зроблено висновок, що використання когнітивних технік і тренування спостережливості може допомогти людям з параноєю розрізняти реальні та уявні загрози. Існують дослідження про позитивний вплив медитації та міндфулнесу на зниження тривожності та покращення якості життя.

## У культурі
Відомо, що герой повістей Ярослава Гашека Швейк за книгою хворів на цю недугу[джерело не вказане 2011 днів] і через це з ним траплялись комічні, а інколи і трагічні пригоди.